# Kvalspelet till världsmästerskapet i fotboll 2018 (Concacaf)
Concacaf-kvalspelet till världsmästerskapet i fotboll 2018 var fotbollskonfederationen Concacaf:s (Central- och Nordamerika samt Västindien) kvaltävlingar till världsmästerskapet i fotboll 2018 i Ryssland. 35 av Concacaf:s 41 medlemmar tävlade om 3 direktplatser och en playoffplats till mästerskapet. Playoffplatsen gav ett dubbelmöte mot ett lag från AFC (Asien). Kvalet inleddes 22 mars 2015 och avslutades 10 oktober 2017.

## Deltagande landslag
Samtliga 35 Fifa-anslutna CONCACAF-medlemmar var anmälda till att delta i kvalspelet. Fifas världsranking för herrar för augusti 2014 stod till grund vilka lag som började delta i de olika omgångarna. Lagen som var rankade på plats 1–6 avancerade direkt till den fjärde omgången, plats 7 och 8 avancerade direkt till den tredje omgången, lag på plats 9–21 fick börja spela i den andra omgången och återstående 14 lag på plats 22–35 deltog i CONCACAF:s första omgång. Listan nedan visar de deltagande landslagen, sorterade efter rankingnummer (som står inom parenteser).
2014 blev Bonaire medlem i CONCACAF, medan Franska Guyana, Guadeloupe, Martinique, Saint Martin och Sint Maarten blev medlemmar i förbundet 2013. Dessa sex lag fick dock ej delta i kvaltävlingar då de ej var FIFA-anslutna.
| Omgång 4 1. Costa Rica (15) 2. Mexiko (17) 3. USA (18) 4. Honduras (43) 5. Panama (63) 6. Trinidad och Tobago (80) | Omgång 3 1. Jamaica (85) 2. Haiti (117) | Omgång 2 1. Kanada (122) 2. Kuba (124) 3. Aruba (124) 4. Dominikanska republiken (126) 5. El Salvador (127) 6. Surinam (131) 7. Guatemala (134) 8. Saint Vincent och Grenadinerna (134) 9. Saint Lucia (138) 10. Grenada (142) 11. Antigua och Barbuda (149) 12. Guyana (153) 13. Puerto Rico (155) | Omgång 1 1. Saint Kitts och Nevis (159) 2. Belize (162) 3. Montserrat (165) 4. Dominica (168) 5. Barbados (169) 6. Bermuda (173) 7. Nicaragua (175) 8. Turks- och Caicosöarna (181) 9. Curaçao (182) 10. Amerikanska Jungfruöarna (191) 11. Bahamas (193) 12. Caymanöarna (197) 13. Brittiska Jungfruöarna (201) 14. Anguilla (207) |

## Resultat

### Omgång 1
| CONCACAF – kvalomgång 1 | CONCACAF – kvalomgång 1 | CONCACAF – kvalomgång 1  | CONCACAF – kvalomgång 1 | CONCACAF – kvalomgång 1 |
| ----------------------- | ----------------------- | ------------------------ | ----------------------- | ----------------------- |
| Lag 1                   | Totalt                  | Lag 2                    | Möte 1                  | Möte 2                  |
| Bahamas                 | 0–8                     | Bermuda                  | 0–5                     | 0–3                     |
| Brittiska Jungfruöarna  | 2–3                     | Dominica                 | 2–3                     | 0–0                     |
| Barbados                | 4–1                     | Amerikanska Jungfruöarna | 0–1                     | 4–0                     |
| Saint Kitts och Nevis   | 12–40                   | Turks- och Caicosöarna   | 6–2                     | 6–2                     |
| Nicaragua               | 8–0                     | Anguilla                 | 5–0                     | 3–0                     |
| Belize                  | 00001–1 (BM)            | Caymanöarna              | 0–0                     | 1–1                     |
| Curaçao                 | 4–3                     | Montserrat               | 2–1                     | 2–2                     |

### Omgång 2
| CONCACAF – kvalomgång 2        | CONCACAF – kvalomgång 2 | CONCACAF – kvalomgång 2 | CONCACAF – kvalomgång 2 | CONCACAF – kvalomgång 2 |
| ------------------------------ | ----------------------- | ----------------------- | ----------------------- | ----------------------- |
| Lag 1                          | Totalt                  | Lag 2                   | Möte 1                  | Möte 2                  |
| Saint Vincent och Grenadinerna | 00006–6 (BM)            | Guyana                  | 2–2                     | 4–4                     |
| Antigua och Barbuda            | 5–4                     | Saint Lucia             | 1–3                     | 4–1                     |
| Puerto Rico                    | 1–2                     | Grenada                 | 1–0                     | 0–2                     |
| Dominica                       | 0–6                     | Kanada                  | 0–2                     | 0–4                     |
| Dominikanska republiken        | 1–5                     | Belize                  | 1–2                     | 0–3                     |
| Guatemala                      | 1–0                     | Bermuda                 | 0–0                     | 1–0                     |
| Aruba                          | 3–2                     | Barbados                | 0–2                     | 3–0                     |
| Saint Kitts och Nevis          | 3–6                     | El Salvador             | 2–2                     | 1–4                     |
| Curaçao                        | 00001–1 (BM)            | Kuba                    | 0–0                     | 1–1                     |
| Nicaragua                      | 4–1                     | Surinam                 | 1–0                     | 3–1                     |

### Omgång 3
| CONCACAF – kvalomgång 3        | CONCACAF – kvalomgång 3 | CONCACAF – kvalomgång 3 | CONCACAF – kvalomgång 3 | CONCACAF – kvalomgång 3 |
| ------------------------------ | ----------------------- | ----------------------- | ----------------------- | ----------------------- |
| Lag 1                          | Totalt                  | Lag 2                   | Möte 1                  | Möte 2                  |
| Curaçao                        | 0–2                     | El Salvador             | 0–1                     | 0–1                     |
| Kanada                         | 4–1                     | Belize                  | 3–0                     | 1–1                     |
| Grenada                        | 1–6                     | Haiti                   | 1–3                     | 0–3                     |
| Jamaica                        | 4–3                     | Nicaragua               | 2–3                     | 2–0                     |
| Saint Vincent och Grenadinerna | 3–2                     | Aruba                   | 2–0                     | 1–2                     |
| Antigua och Barbuda            | 1–2                     | Guatemala               | 1–0                     | 0–2                     |

### Omgång 4
Grupp A
| Nr | CONCACAF – 4.A ( ) | S | V | O | F | GM | IM | MS  | P  |
| -- | ------------------ | - | - | - | - | -- | -- | --- | -- |
| 1  | Mexiko             | 6 | 5 | 1 | 0 | 13 | 1  | +12 | 16 |
| 2  | Honduras           | 6 | 2 | 2 | 2 | 6  | 6  | 0   | 8  |
| 3  | Kanada             | 6 | 2 | 1 | 3 | 5  | 8  | −3  | 7  |
| 4  | El Salvador        | 6 | 0 | 2 | 4 | 4  | 13 | −9  | 2  |

| CONCACAF – 4.A ( ) |     |     |     |     |
| El Salvador        | —   | 2–2 | 0–0 | 2–1 |
| Honduras           | 2–0 | —   | 2–1 | 0–2 |
| Kanada             | 3–1 | 1–0 | —   | 0–3 |
| Mexiko             | 3–0 | 0–0 | 2–0 | —   |

Grupp B
| Nr | CONCACAF – 4.B ( ) | S | V | O | F | GM | IM | MS | P  |
| -- | ------------------ | - | - | - | - | -- | -- | -- | -- |
| 1  | Costa Rica         | 6 | 5 | 1 | 0 | 11 | 3  | +8 | 16 |
| 2  | Panama             | 6 | 3 | 1 | 2 | 7  | 5  | +2 | 10 |
| 3  | Haiti              | 6 | 1 | 1 | 4 | 2  | 4  | −2 | 4  |
| 4  | Jamaica            | 6 | 1 | 1 | 4 | 2  | 10 | −8 | 4  |

| CONCACAF – 4.B ( ) |     |     |     |     |
| Costa Rica         | —   | 1–0 | 3–0 | 3–1 |
| Haiti              | 0–1 | —   | 0–1 | 0–0 |
| Jamaica            | 1–1 | 0–2 | —   | 0–2 |
| Panama             | 1–2 | 1–0 | 2–0 | —   |

Grupp C
| Nr | CONCACAF – 4.C ( )             | S | V | O | F | GM | IM | MS  | P  |
| -- | ------------------------------ | - | - | - | - | -- | -- | --- | -- |
| 1  | USA                            | 6 | 4 | 1 | 1 | 20 | 3  | +17 | 13 |
| 2  | Trinidad och Tobago            | 6 | 3 | 2 | 1 | 13 | 9  | +4  | 11 |
| 3  | Guatemala                      | 6 | 3 | 1 | 2 | 18 | 11 | +7  | 10 |
| 4  | Saint Vincent och Grenadinerna | 6 | 0 | 0 | 6 | 6  | 34 | −28 | 0  |

| CONCACAF – 4.C ( )             |     |     |     |     |
| Guatemala                      | —   | 9–3 | 1–2 | 2–0 |
| Saint Vincent och Grenadinerna | 0–4 | —   | 2–3 | 0–6 |
| Trinidad och Tobago            | 2–2 | 6–0 | —   | 0–0 |
| USA                            | 4–0 | 6–1 | 4–0 | —   |

### Omgång 5
| Nr | CONCACAF – 5 ( )    | S  | V | O | F | GM | IM | MS  | P  |
| -- | ------------------- | -- | - | - | - | -- | -- | --- | -- |
| 1  | Mexiko              | 10 | 6 | 3 | 1 | 16 | 7  | +9  | 21 |
| 2  | Costa Rica          | 10 | 4 | 4 | 2 | 14 | 8  | +6  | 16 |
| 3  | Panama              | 10 | 3 | 4 | 3 | 9  | 10 | −1  | 13 |
| 4  | Honduras            | 10 | 3 | 4 | 3 | 13 | 19 | −6  | 13 |
| 5  | USA                 | 10 | 3 | 3 | 4 | 17 | 13 | +4  | 12 |
| 6  | Trinidad och Tobago | 10 | 2 | 0 | 8 | 7  | 19 | −12 | 6  |

| CONCACAF – 5 ( )    |     |     |     |     |     |     |
| Costa Rica          | —   | 1–1 | 1–1 | 0–0 | 2–1 | 4–0 |
| Honduras            | 1–1 | —   | 3–2 | 0–1 | 3–1 | 1–1 |
| Mexiko              | 2–0 | 3–0 | —   | 1–0 | 3–1 | 1–1 |
| Panama              | 2–1 | 2–2 | 0–0 | —   | 3–0 | 1–1 |
| Trinidad och Tobago | 0–2 | 1–2 | 0–1 | 1–0 | —   | 2–1 |
| USA                 | 0–2 | 6–0 | 1–2 | 4–0 | 2–0 | —   |

### Interkontinentalt kvalspel
| Interkontinentalt kvalspel: CONCACAF mot AFC | Interkontinentalt kvalspel: CONCACAF mot AFC | Interkontinentalt kvalspel: CONCACAF mot AFC | Interkontinentalt kvalspel: CONCACAF mot AFC | Interkontinentalt kvalspel: CONCACAF mot AFC |
| -------------------------------------------- | -------------------------------------------- | -------------------------------------------- | -------------------------------------------- | -------------------------------------------- |
| CONCACAF                                     | Totalt                                       | AFC                                          | Möte 1                                       | Möte 2                                       |
| Honduras                                     | 1–3                                          | Australien                                   | 0–0                                          | 1–3                                          |